# Tata Zest
La Tata Zest è una berlina compatta prodotta dalla casa automobilistica indiana Tata Motors a partire dal 2014 fino al 2019.

## Descrizione
In Sudafrica la vettura è stata venduta con il nome di Tata Bolt Sedan.
L'auto è stata presentata all'Indian Auto Expo 2014 insieme alla Tata Bolt. L'auto è stata lanciata nel mercato indiano il 12 agosto 2014.
Basata sulla piattaforma X1 e facente parte del programma Falcon di Tata, dal punto di vista meccanico deriva dalle Tata Indica Vista e Tata Indigo Manza. L'auto è costruita da Tata Motors nella fabbrica di Ranjangaon a Pune.
La Zest segue lo schema tutto avanti, con motore e trazione anteriore, disponibile con due motorizzazioni entrambe turbocompresse: un 1,2 litri Revotron a tre cilindri a benzina e un 1,3 litri Quadrajet quattro cilindri diesel. La trasmissione è affidata a un cambio manuale o automatico a 5 marce.